# Guilty Pleasure (álbum de Hwasa)
Guilty Pleasure es el segundo álbum sencillo de la cantante surcoreana Hwasa. El álbum fue lanzado el 24 de noviembre de 2021 por RBW y distribuido por Kakao M y contiene tres canciones, incluyendo el sencillo principal del álbum que lleva por título «I'm a 빛».

## Antecedentes y lanzamiento
El 10 de noviembre de 2021, RBW, la casa discográfica de Hwasa, informó que la cantante tendría un nuevo lanzamiento musical en solitario en noviembre del mismo año, a través de un misterioso vídeo conceptual. Al día siguiente se confirmó que la fecha exacta de lanzamiento sería el 24 de noviembre de 2021 y cuyo trabajo sería su segundo álbum sencillo bajo el título de Guilty Pleasure.
El 15 de noviembre se reveló la lista de canciones, confirmando que el álbum contendría tres pistas, incluyendo su sencillo principal que llevaría por título «I'm a 빛» («I'm a B»). El 23 de noviembre, y tras la publicación de una serie de fotos conceptuales, se publicó un teaser del vídeo musical de «I'm a 빛».
El 24 de noviembre de 2021, el álbum sencillo y el vídeo musical de su canción principal fueron lanzados simultáneamente.

## Lista de canciones
| CD / Descarga digital |            |                                                                                                 |                                                               |                                                               |          |  |
| N.º                   | Título     | Letras                                                                                          | Música                                                        | Arreglos                                                      | Duración |  |
| 1.                    | «FOMO»     | Park Woosang, Jemma                                                                             | Park Woosang                                                  | Park Woosang                                                  | 2:21     |  |
| 2.                    | «I'm a 빛» | Hwasa, Park Woosang, Hae Dayoung, Gustav Landell, Kristin Carpenter, Simon Jonasson, Musikality | Gustav Landell, Kristin Carpenter, Simon Jonasson, Musikality | Gustav Landell, Kristin Carpenter, Simon Jonasson, Musikality | 2:47     |  |
| 3.                    | «Bless U»  | Park Woosang, Hwasa                                                                             | Park Woosang, Hwasa                                           | Park Woosang                                                  | 2:50     |  |
| 7:58                  |            |                                                                                                 |                                                               |                                                               |          |  |

## Posicionamiento en listas
| Lista (2021)                     | Mejor posición |
| -------------------------------- | -------------- |
| Corea del Sur (Gaon Album Chart) | 6              |

## Historial de lanzamiento
| País          | Fecha                   | Formato                         | Sello        |
| ------------- | ----------------------- | ------------------------------- | ------------ |
| Corea del Sur | 24 de noviembre de 2021 | CD, descarga digital, streaming | RBW, Kakao M |
|               | 24 de noviembre de 2021 | CD, descarga digital, streaming | RBW, Kakao M |